# Нотингам (остров)

Остров Нотингам (на английски: Nottingham Island) е 31-вият по големина остров в Канадския арктичен архипелаг. Площта му е 1372 км2 и е 40-и по големина в Канада. Административно принадлежи към канадската територия Нунавут. Необитаем.
Островът се намира в най-североизточната част на Хъдсъновия залив, в западния вход на Хъдсъновия проток. Отстои на 54 км на северозапад от п-ов Унгава (най-северозападната част на п-ов Лабрадор) и на 86 км източно от големия остров Саутхамптън. На 23 км на изток от Нотингам се намира по-малкия от него остров Солсбъри.
Бреговата линия с дължина 274 км е силно разчленена с много малки заливчета и полуострови. Дължината на острова от северозапад на югоизток е 49 км, а ширината ют югозапад на североизток – 35 км.
Преобладава хълмист релеф. На югозапад има равнина, която бавно се повишава на североизток до около 420 м н.в. и стръмно се спуска в крайбрежните заливчета и полуострови. На острова има множество малки езера и къси реки и поточета, течащи главно в югозападно направление.
От 1970 г. островът е необитаем, когато и последното ескимоско семейство го напуска и се заселва на Бафинова земя. От 1884 г. на най-южната точка на острова действа метеорологична станция, която в началото е имала обслужващ персонал, а сега е автоматична. През 1927 г. е построена писта, която се използва за кацане и излитане на малки самолети, следящи за състоянието на ледовата обстановка в Хъдсъновия залив и Хъдсъновия проток.
Островът е открит от английския мореплавател Хенри Хъдсън през 1610 г. и е кръстен на английския град Нотингам. Пет години по-късно Робърт Байлот, участник в експедицията на Хенри Хъдсън през 1610 г., извършва първото му изследване и картиране.
|  | Тази страница частично или изцяло представлява превод на страницата „Ноттингем (остров)“ в Уикипедия на руски. Оригиналният текст, както и този превод, са защитени от Лиценза „Криейтив Комънс – Признание – Споделяне на споделеното“, а за съдържание, създадено преди юни 2009 година – от Лиценза за свободна документация на ГНУ. Прегледайте историята на редакциите на оригиналната страница, както и на преводната страница, за да видите списъка на съавторите. ВАЖНО: Този шаблон се отнася единствено до авторските права върху съдържанието на статията. Добавянето му не отменя изискването да се посочват конкретни източници на твърденията, които да бъдат благонадеждни. |